# Drepanoconis divertigastra
Drepanoconis divertigastra är en svampart som beskrevs av C. Ciccar. 1989. Drepanoconis divertigastra ingår i släktet Drepanoconis och familjen Cryptobasidiaceae.   Inga underarter finns listade i Catalogue of Life.